# Przekładaniec (Góry Towarne)

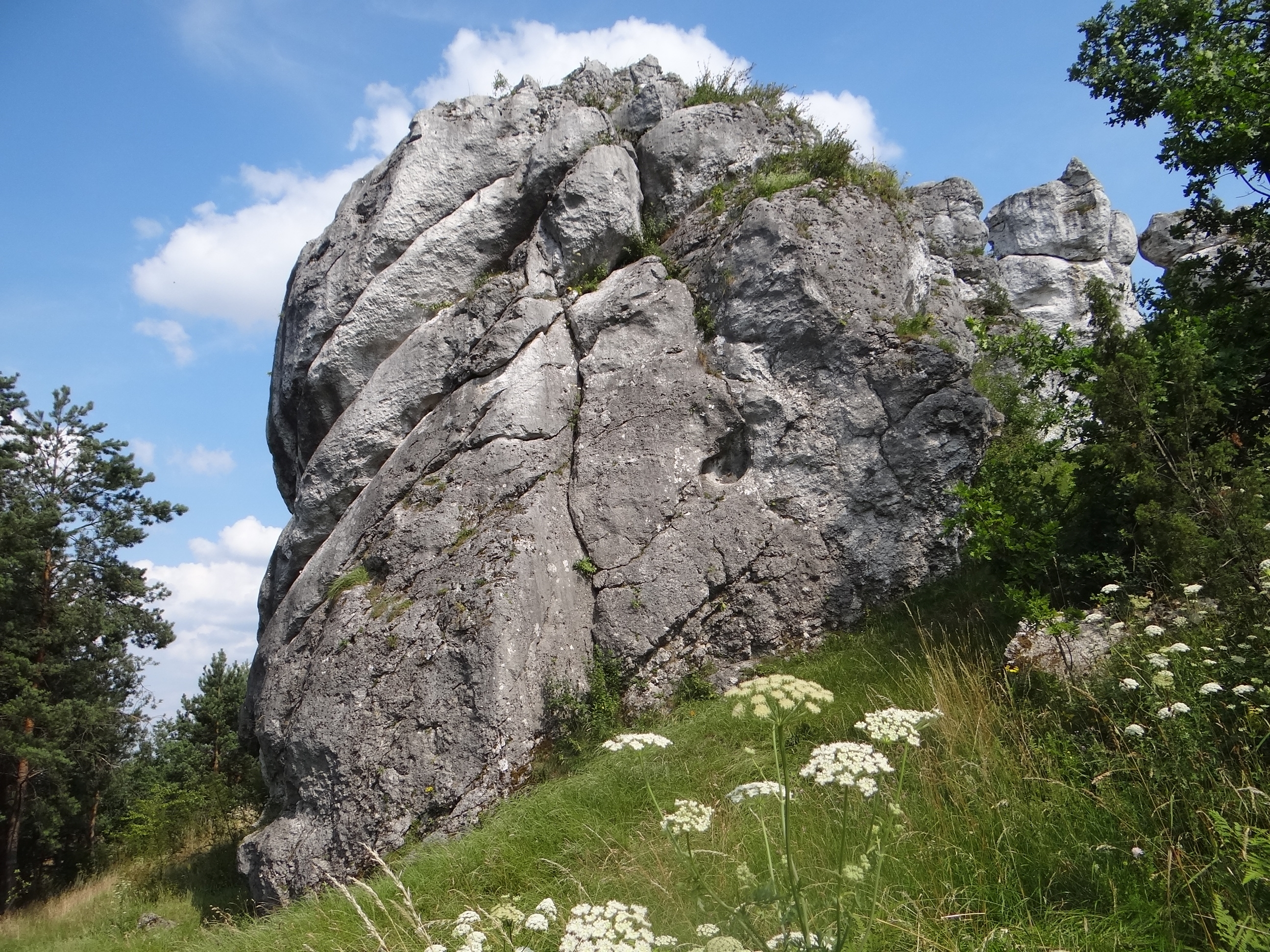

Przekładaniec – skała w Górach Towarnych Małych w miejscowości Olsztyn w województwie śląskim, w powiecie częstochowskim, w gminie Olsztyn. Jest to jedno z wzgórz Wyżyny Mirowsko-Olsztyńskiej będącej częścią Jury Krakowsko-Częstochowskiej.
Zbudowana z wapieni skała znajduje się na terenie otwartym. Ma lite, połogie i pionowe ściany o wysokości do 10 m. Wspinacze poprowadzili na niej 12 dróg wspinaczkowych o trudności IV– VI.2 w skali Kurtyki. Większość dróg posiada asekurację w postaci 1-4 ringów (r) i repów oraz ringi zjazdowe (rz) lub dwa ringi zjazdowe (drz). Mają wystawę zachodnią, północno-zachodnią, południowo-wschodnią, południową i południowo-zachodnią. Wśród wspinaczy skalnych Przekładaniec jest mało popularny.
Przekładaniec I
1. Łzy Marcysia; 3r + rz, VI+
2. Styl koguta; 4r + drz, VI.1+
3. Ręka przeznaczenia; 4r + drz, VI.2

Przekładaniec II
1. Rozkołysane kolana; 4r + drz, VI.2
2. Synteza; 3r + drz, VI.1+
3. Olał Oktaw; 3r + drz, V
4. Lewa rysa; IV
5. Sat nam; 2r + rz, V
6. Prawa rysa; IV
7. Hare mantra; 3r + rz, V+
8. Z rodzicami; 1r + rz, VI.1

Przekładaniec III
1. La bulder; 2r V[3].